# Ceraeochrysa aroguesina
Ceraeochrysa aroguesina är en insektsart som först beskrevs av Navás 1929.  Ceraeochrysa aroguesina ingår i släktet Ceraeochrysa och familjen guldögonsländor. Inga underarter finns listade i Catalogue of Life.